# Антрацит (Кіровське)
Футбольний клуб «Антрацит» — український футбольний клуб, з міста Кіровське Донецької області. На професіональному рівні в чемпіонатах України провів два сезони в перехідній лізі — 1992 і 1992/93.

## Попередні назви
- 1988—1992: «Антрацит» (Кіровське)
- 1992—1993: «Гірник» (Гірне)
- 1993—2014: «Антрацит» (Кіровське)

## Історія
Футбольний клуб при вугільнодобувному об’єднанні «Жовтеньвугілля» вперше взяв участь у чемпіонаті Донецької області в 1988 році. Команду було створено за сприяння генерального директора тресту Віктора Хамуляка та голови місцевої профспілкової організації Володимира Москаленка.
У дебютному сезоні «Антрацит» став переможцем другої групи обласної першості, а наступного року — здобув срібні медалі чемпіонату Донеччини.
У 1990 році колектив вперше взяв участь у чемпіонаті УРСР серед КФК (колективів фізкультури), посівши шосте місце у своїй групі. А вже в 1991 році команда стала переможцем своєї групи, що дозволило їй у першому чемпіонаті незалежної України стартувати з перехідної ліги.
Дебютну гру на професійному рівні клуб провів 4 квітня 1992 року, перемігши вдома макіївський «Бажановець» з рахунком 2:1. Перший гол команди в чемпіонатах України забив Олег Голубєв.
Сезон 1992 року «Антрацит» завершив на 8-й позиції в турнірній таблиці, що не дозволило йому наступний чемпіонат розпочати у другій лізі.
Перед початком наступного сезону команда переїхала до сусіднього селища Гірне та змінила назву на «Гірник», однак вже після першого кола колектив повернувся до Кіровського та відновив свою початкову назву.
У своєму другому сезоні в перехідній лізі клуб став третім у своїй групі, але після завершення чемпіонату команда знялася з турніру і незабаром була розформована.
У 2008 році клуб відновив участь у першості Донецької області, де грав аж до початку російської збройної агресії (2014).

## Головні тренери
- Юрій Клюков (1992)
- Анатолій Молотай (1992)
- Олексій Варнавський (1993)

## Стадіон
Основним домашнім стадіоном команди був «Ювілейний» у Кіровському. У 1992 році, після переїзду до Гірного, клуб проводив домашні матчі на місцевому стадіоні «Гірник», а також один матч зіграв на стадіоні ЗЕМС у Зугресі. Згодом команда знову повернулася на «Ювілейний».

## Досягнення
- Чемпіонат Донецької області
  - Бронзовий призер: 1989

## Всі сезони в незалежній Україні
| Сезон   | Чемпіонат                     | Чемпіонат | Чемпіонат | Чемпіонат | Чемпіонат | Чемпіонат | Чемпіонат | Чемпіонат | Чемпіонат | Кубок | Кубок | Кубок | Кубок | Кубок | Кубок | Кубок | Кубок | Примітка |
| Сезон   | Ліга                          | Місце     | І         | В         | Н         | П         | ЗМ        | ПМ        | О         | Етап  | І     | В     | Н     | П     | ЗМ    | ПМ    | О     | Примітка |
| ------- | ----------------------------- | --------- | --------- | --------- | --------- | --------- | --------- | --------- | --------- | ----- | ----- | ----- | ----- | ----- | ----- | ----- | ----- | --- |
| 1992    | Перехідна (D3) Друга підгрупа | 8 з 9     | 16        | 2         | 3         | 11        | 15        | 32        | 7         | —     | —     | —     | —     | —     | —     | —     | —     | Після закінчення чемпіонату переїхав в Гірне і змінив назву на «Гірник»                                                                                  |
| 1992/93 | Перехідна (D4)                | 3 з 18    | 34        | 22        | 5         | 7         | 46        | 32        | 49        | —     | —     | —     | —     | —     | —     | —     | —     | Після першого кола повернувся в Кіровське і повернув назву «Антрацит». Здобув право грати в другій лізі, однак по завершенні сезону знявся з чемпіонату. |
| Всього  | Перехідна (D3)                | 1 сезон   | 16        | 2         | 3         | 11        | 15        | 32        | 9         | —     | —     | —     | —     | —     | —     | —     | —     | |
| Всього  | Перехідна (D4)                | 1 сезон   | 34        | 22        | 5         | 7         | 46        | 32        | 71        |       |       |       |       |       |       |       |       | |